# Клэнси Виггам
Клэнси Виггам (англ. Clancy Wiggum) — персонаж мультсериала «Симпсоны», озвученный Хэнком Азария. Является начальником полиции Спрингфилда. Имеется сын Ральф Виггам и жена Сара Виггам.
В мультсериале Виггам часто характеризуется прожорливым, безответственным и незрелым, а также ленивым, трусливым и коррумпированым.

## Биография
Виггам имеет ирландское происхождение. Его отец Игги служил в отряде Абрахама Симпсона во время второй мировой войны. Виггам с детства мечтал стать полицейским однако из-за астмы он не мог им стать. В возрасте 16 лет был стажёром охранника в Спрингфилдском университете. Когда Мона Симпсон (мать Гомера) саботировала университетскую лабораторию из-за создания там Монтгомери Бёрнсом биологического оружия Мона проникла в лабораторию и начала распылять антибиотики после ухода которых Виггам излечился от астмы и смог попасть в полицейскую академию. Выступал в группе Be Sharps.

## Создание персонажа
Фамилия «Виггам» была взята у матери Мэтта Грейнинга. Виггам специально был спроектирован так, чтобы выглядеть как свинья. Речь персонажа был основан на речи и говоре диктора Дэвида Бринкли, однако скорость его речи была слишком медленной, поэтому в роли вдохновения был выбран Эдвард Г. Робинсон.

## Приём
Эмили Уиттенгем из ScreenRant в январе 2022 сделал подборку «10 лучших фраз персонажа», отметив его своим «любимым».

### Комментарии
1. ↑  О сходстве Виггама со свиньёй также упоминают различные персонажи на протяжении всего мультсериала. В характере персонажа это также заметно.